# Quatro guarnições de Anxi

Campanhas Tangues nas regiões occidentais do império

As Quatro guarnições de Anxi foram guarnições militares chinesas instaladas pela Império Tangue entre 648 e 658. Estavam estacionadas nas cidades-estado indo-europeias de Qiuci (Cuçar), Yutian (Hotã), Shule (Cascar) e Yanqi (Caraxare). O Protectorado Geral para Pacificar o Oeste foi sediado em Qiuci.

## História
O Protectorado de Anxi foi criado na Prefeitura de Xi (Gaochang) após a dinastia Tangue ter anexado com sucesso o reino em 640. O protectorado foi mudado para Qiuci em 648 após a dinastia Tangue ter derrotado Cucha. Porém, devido à inquietação popular local com o apoio do Grão-Canato Túrquico Occidental, o protector-geral Tangue foi assassinado e o protectorado foi transladado novamente para a Prefeitura de Xi em 651. Quando a dinastia Tangue derrotou o Grão-Canato Túrquico Occidental em 658, a sede do protectora foi mudada outra vez para Qiuci. O estabelecimento completo das Quatro Guarnições e com eles um protectorado formal militar Tangue sob a bacia do Tarim, é por conseguinte datada de 658, depois da derrota de Axina Helu.
Após o declínio da hegemonia túrquica sobre a região, o Império Tibetano tornou-se no rival primário pelo poder com a dinastia Tangue. O Império Tibetano invadiu várias vezes a bacia do Tarim e os reinos vizinhos. As regiões occidentais eram muito cobiçadas e mudaram de mãos intermitentemente entre o Império Tibetano e a dinastia Tangue. Durante este período a sede do protectorado foi deslocada para Suiye, também conhecida como Suyab. Os Tangues alcançaram bastante estabilidade depois de 692 e moveram a sede do protectorado outra vez para Qiuci, onde iria permanecer até à queda do protectorado na década de 790.
Wu Zetian criou o Protectorado de Beiting em 702 e garantiu-lhe o controlo da Prefeitura de Ting (Condado de Jimsar), da Prefeitura de Yi (Cumul) e da Prefeitura de Xi.
O Império Tibetano continuou a atacar o Protectora de Anxi mas foram incapazes de tomar território até à ocorrência da rebelião de An Lushan em 755. A dinastia Tangue chamara para as Dezoito Províncias a maioria das tropas das suas guarnições, dando uma oportunidade aos tibetanos para invadir o território Tangue sem resistência. Em 763 um grande exército tibetano conseguiu ocupar a capital Tangue de Changan por um pequeno período de tempo antes de serem obrigados a bater em retirada. No mesmo ano o Império Tibetano ocupou Yanqi.
O vizinhos Corredor de Hexi e Protectorado de Beiting foram invadidos igualmente. Sob Hexi Jiedushi, os Tangues perderam a Prefeitura de Liang em 764, as prefeituras de Gan e Su em 766, a Prefeitura de Gua em 776 e a Prefeitura de Sha em 787. O Protectora de Beiting perdeu a Prefeitura de Yi em 781, a Prefeitura de Ting em 790 e a Prefeitura de Xi em 792.
O Protectorado de Anxi perdeu Qiuci em 787 e Yutian em 792. Não se sabe ao certo o que aconteceu com Shule.

## Cidades
As quatro cidades das Quatro guarnições eram:
- Cucha;
- Caraxar;
- Casgar;
- Cotã.